# Life hack (曲)
「life hack」（ライフハック）は日本のシンガーソングライター・Vaundyの楽曲。2020年3月23日に配信限定でリリースされた。

## 概要
前作『僕は今日も』から約1ヶ月半ぶりの新曲。コーラスにさとうもかを迎えた恋愛ソングとなっている。ジャケットはMargtが手掛けた。
ミュージックビデオには、当時中学生のダンサーTSUKUSHIと「ミスSNS 2019」でグランプリを受賞した雪見みとが出演した。映像はUNDEFINEDが手掛け、「愛の距離感」がテーマとなっている。

## 認定とセールス
Billboard JAPANではリリースから約3年1ヶ月後の2023年4月26日公開で、ストリーミング累計再生回数が1億回を突破した。
この楽曲は一度もトップ100に入っていなかったが、新曲がリリースされる度に順位を伸ばし、トップ300をキープしていた。
ストリーミング1億回再生を突破するのはこの楽曲で9曲目となる。
|                | 認定 (RIAJ) | 売上/再生回数      |
| -------------- | ----------- | ------------------ |
| ダウンロード   | 未公表      | -                  |
| ストリーミング | プラチナ    | 100,000,000 回再生 |

## 収録内容
| #  | タイトル      | 作詞・作曲 | 編曲   | 時間 |
| -- | ------------- | ---------- | ------ | ---- |
| 1. | 「life hack」 | Vaundy     | Vaundy | 3:46 |

## タイアップ
- GLOBAL WORK「ウツクシルエットパンツ」展開篇CMソング